# Copa das Confederações da CAF de 2011 - Fases de Qualificação
Esta página apresenta os sumários das partidas das fases preliminares classificatórias para a fase de grupos da Copa das Confederações da CAF de 2011.
O calendário da competição foi apresentado em Outubro de 2010 e o sorteio para as três rodadas preliminares foi realizada no Cairo em 20 de dezembro de 2010.

## Fase Preliminar
Esta fase é composta por 40 equipes.
1º Jogo: 28, 29 e 30 Janeiro de 2011; 2º Jogo: 11–13 Fevereiro de 2011 e 25-27 de Fevereiro de 2011.
| 29 de Janeiro de 2011 | ASC Tevragh-Zeïna | 0 - 0 | AS Real Bamako | Stade Olympique, Nouakchott |
| 16:30 UTC±0           |                   |       |                |                             |

| 26 de Fevereiro de 2011 | AS Real Bamako | 0 - 1 | ASC Tevragh-Zeïna | Stade Modibo Keïta, Bamako |
| 16:30 UTC±0             |                |       |                   |                            |

ASC Tevragh-Zeïna venceu por 1 - 0 no placar agregado e classificou-se para a Primeira Fase.
| 29 de Janeiro de 2011 | Missile | 4 - 0 | AS Inter Star | Stade Augustin Monédan de Sibang, Libreville |
| 15:00 UTC+1           |         |       |               |                                              |

| 27 de Fevereiro de 2011 | AS Inter Star | 1 - 4 | Missile | Prince Louis Rwagasore Stadium, Bujumbura |
| 15:30 UTC+2             |               |       |         |                                           |

Missile venceu por 8 - 1 no placar agregado e classificou-se para a Primeira Fase.
| 29 de Janeiro de 2011 | AC Léopard | 1 - 1 | Etincelles | Stade Omnisport Marien Ngouabi d'Owando, Brazzaville |
| 15:30 UTC+1           |            |       |            |                                                      |

| 12 de Fevereiro de 2011 | Etincelles | 0 - 2 | AC Léopard | Umuganda Stadium, Gisenyi |
| 15:00 UTC+2             |            |       |            |                           |

AC Léopard venceu por 3 - 1 no placar agregado e classificou-se para a Primeira Fase.
| 29 de Janeiro de 2011 | Toure Kunda Footpro | 2 - 1 | Ports Authority | Stade Demba Diop, Dakar |
| 18:00 UTC±0           |                     |       |                 |                         |

| 12 de Fevereiro de 2011 | Ports Authority | 2 - 2 | Toure Kunda Footpro | National Stadium, Freetown |
| 16:30 UTC±0             |                 |       |                     |                            |

Toure Kunda Footpro venceu por 4 - 3 no placar agregado e classificou-se para a Primeira Fase.
| 28 de Janeiro de 2011 | CA Batna               | 2 - 2     | Al-Nasr                                      | Seffouhi Stadium, Batna     |
| 17:00 UTC+1           | Amine Fezzani 46', 58' | Relatório | Khaled Hussein 38' · Charaf Eddine Attia 56' | Árbitro: MAR Jiyed Redouane |

| 11 de Fevereiro de 2011 | Al-Nasr                          | 2 - 2     | CA Batna                             | Martyrs of February Stadium, Benghazi |
| 20:00 UTC+2             | Anes Zagb 9' · Abobakr Rajeb 58' | Relatório | Msaadia Ahmed 5' · Boshook Saeed 36' |                                       |

|  |       | Penalidades |
|  | 6 – 5 |             |

Placar agregado 1 – 1.  Al-Nasr venceu nos pênaltis e avançou para Primeira Fase.
| 30 de Janeiro de 2011 | Dynamic Togolais | 0 - 0 | Sahel SC | Stade de Kégué, Lomé |
| 16:00 UTC±0           |                  |       |          |                      |

| 27 de Fevereiro de 2011 | Sahel SC | 0 - 0 | Dynamic Togolais | Général Seyni Kountché Stadion, Niamey |
| 14:00 UTC+1             |          |       |                  |                                        |

|  |       | Penalidades |
|  | 4 – 2 |             |

Placar agregado 0 – 0. Sahel SC venceu nos pênaltis e avançou para Primeira Fase.
| 29 de Janeiro de 2011 | USS Kraké | 1 - 1 | Maghreb Fez | Stade Charles de Gaulle, Porto-Novo |
| 15:00 UTC+1           |           |       |             |                                     |

| 11 de Fevereiro de 2011 | Maghreb Fez                                               | 4 - 1     | USS Kraké       | Fez Stadium, Fez |
| 19:00 UTC±0             | Tarek Sektioui ?', ?' · Kader Fall ?' · Idriss Belamri ?' | Relatório | Sidier Sossa ?' |                  |

Maghreb Fez venceu por 5 - 2 no placar agregado e classificou-se para a Primeira Fase.
| 29 de Janeiro de 2011 | Séwé Sports | 0 - 1 | Ashanti Gold | Stade Auguste Denise, San Pédro |
| 16:00 UTC±0           |             |       |              |                                 |

| 27 de Fevereiro de 2011 | Ashanti Gold | 1 - 0 | Séwé Sports | Len Clay Stadium, Obuasi |
| 15:00 UTC±0             |              |       |             |                          |

Ashanti Gold venceu por 2 - 0 no placar agregado e classificou-se para a Primeira Fase.
| 30 de Janeiro de 2011 | Foullah Edifice | 2 - 0 | CD Elá Nguema | Stade Nacional, N'Djamena |
| 15:30 UTC+1           |                 |       |               |                           |

| 11 de Fevereiro de 2011 | CD Elá Nguema | 1 - 0 | Foullah Edifice | Nuevo Estadio de Malabo, Malabo |
| 15:30 UTC+1             |               |       |                 |                                 |

Foullah Edifice venceu por 2 - 1 no placar agregado e classificou-se para a Primeira Fase.
| 30 de Janeiro de 2011 | AS Aviação | 0 - 0 | Sofapaka | Estádio 11 de Novembro, Luanda |
| 15:30 UTC+1           |            |       |          |                                |

| 13 de Fevereiro de 2011 | Sofapaka | 0 - 0 | AS Aviação | Nyayo National Stadium, Nairobi |
| 16:00 UTC+3             |          |       |            |                                 |

|  |       | Penalidades |
|  | 5 – 4 |             |

Placar agregado 0 – 0.  Sofapaka venceu nos pênaltis e avançou para Primeira Fase.
| 29 de Janeiro de 2011 | Highlanders | 1 - 1 | Nchanga Rangers | Barbourfields Stadium, Bulawayo |
| 15:00 UTC+2           |             |       |                 |                                 |

| 12 de Fevereiro de 2011 | Nchanga Rangers | 3 - 0 | Highlanders | Nchanga Stadium, Chingola |
| 15:00 UTC+2             |                 |       |             |                           |

Nchanga Rangers venceu por 4 - 1 no placar agregado e classificou-se para a Primeira Fase.
| 30 de Janeiro de 2011 | AS Adema | 0 - 0 | CD Maxaquene | Mahamasina Municipal Stadium, Antananarivo |
| 14:30 UTC+3           |          |       |              |                                            |

| 13 de Fevereiro de 2011 | CD Maxaquene | 1 - 1 | AS Adema | Estádio do Maxaquene, Maputo |
| 15:00 UTC+2             |              |       |          |                              |

Placar agregado 1 – 1.  AS Adema avançou para Primeira Fase por ter marcado mais gols na casa do adversário.
| 29 de Janeiro de 2011 | US Sainte-Marienne | 1 - 0     | Wits | Stade Nelson Mandela, Sainte-Marie |
| 17:00 UTC+4           | Blanchard Dogba ?' | Relatório |      |                                    |

| 12 de Fevereiro de 2011 | Wits | 4 - 0 | US Sainte-Marienne | Bidvest Stadium, Johannesburg |
| 15:30 UTC+2             |      |       |                    |                               |

Wits venceu por 4 - 1 no placar agregado e classificou-se para a Primeira Fase.
| 30 de Janeiro de 2011 | Centre Salif Keita | 2 - 2 | Difaa El Jadida | Stade Modibo Kéïta, Bamako |
| 16:00 UTC±0           |                    |       |                 |                            |

| 12 de Fevereiro de 2011 | Difaa El Jadida | 1 - 1 | Centre Salif Keita | Stade El Abdi, El Jadida |
| 19:00 UTC±0             |                 |       |                    |                          |

Placar agregado 3 – 3.  Difaa El Jadida avançou para Primeira Fase por ter marcado mais gols na casa do adversário.
| 29 de Janeiro de 2011 | Fovu Baham | 2 - 1 | USFA | Stade Ahmadou Ahidjo, Yaoundé |
| 15:30 UTC+1           |            |       |      |                               |

| 13 de Fevereiro de 2011 | USFA | 3 - 1 | Fovu Baham | Stade de l'USFA, Ouagadougou |
| 15:30 UTC+1             |      |       |            |                              |

USFA venceu por 4 - 3 no placar agregado e classificou-se para a Primeira Fase.
| 29 de Janeiro de 2011 | FC Séquence | 0 - 1 | Africa Sports | Stade du 28 Septembre, Conakry |
| 16:00 UTC±0           |             |       |               |                                |

| 27 de Fevereiro de 2011 | Africa Sports | 1 - 1 | FC Séquence | Stade Robert Champroux, Abidjan |
| 15:30 UTC±0             |               |       |             |                                 |

Africa Sports venceu por 2 - 1 no placar agregado e classificou-se para a Primeira Fase.
| 29 de Janeiro de 2011 | Diplomates | 0 - 0 | Tiko United | Barthelemy Boganda Stadium, Bangui |
| 17:00 UTC+1           |            |       |             |                                    |

| 12 de Fevereiro de 2011 | Tiko United | 3 - 1 | Diplomates | Stade de Moliko, Buea |
| 15:30 UTC+1             |             |       |            |                       |

Tiko United venceu por 3 - 1 no placar agregado e classificou-se para a Primeira Fase.
| 29 de Janeiro de 2011 | KMKM | 0 - 4 | Motema Pembe | Amaan Stadium, Zanzibar City |
| 16:30 UTC+3           |      |       |              |                              |

| 25 de Fevereiro de 2011 | Motema Pembe | 2 - 0 | KMKM | Stade des Martyrs, Kinshasa |
| 15:30 UTC+1             |              |       |      |                             |

Motema Pembe venceu por 6 - 0 no placar agregado e classificou-se para a Primeira Fase.
| 29 de Janeiro de 2011 | Mbabane Highlanders | 1 - 1 | Victors SC | Prince of Wales Stadium, Mbabane |
| 15:30 UTC+2           |                     |       |            |                                  |

| 11 de Fevereiro de 2011 | Victors SC | 1 - 1 | Mbabane Highlanders | Kavumba Recreation Centre, Wakiso |
| 16:30 UTC+3             |            |       |                     |                                   |

|  |       | Penalidades |
|  | 4 – 1 |             |

Placar agregado 2 – 2.  Victors venceu nos pênaltis e avançou para Primeira Fase.
| 29 de Janeiro de 2011 | Young Africans | 4 - 4 | Dedebit | Benjamin Mkapa National Stadium, Dar es Salaam |
| 15:30 UTC+3           |                |       |         |                                                |

| 12 de Fevereiro de 2011 | Dedebit | 2 - 0 | Young Africans | Abebe Bikila Stadium, Addis Abeba |
| 16:00 UTC+3             |         |       |                |                                   |

Dedebit venceu por 6 - 4 no placar agregado e classificou-se para a Primeira Fase.

## Primeira Fase
Esta fase é composta por 32 equipes; As 20 equipes que se classificaram da Fase Preliminar, mais 12 equipes pré-classificadas para esta fase.
1º Jogo: 18–20 de Março de 2011; 2º Jogo: 1–3 de Abril de 2011.
| 20 de Março de 2011 | JS Kabylie              | 1 - 0     | ASC Tevragh-Zeïna | Stade 1er Novembre, Tizi Ouzou |
| 16:00 UTC+1         | Chemseddine Nessakh 26' | Relatório |                   |                                |

| 2 de Abril de 2011 | ASC Tevragh-Zeïna      | 1 - 2     | JS Kabylie                   | Stade Olympique, Nouakchott |
| 16:00 UTC±0        | Ould Mokhtar 65' (pên) | Relatório | Chemseddine Nessakh 33', 58' |                             |

JS Kabylie venceu por 3 - 1 no placar agregado e classificou-se para a Segunda Fase.
| 18 de Março de 2011 | Al-Nil Al-Hasahesa    | 1 - 1 | Missile         | Estágio de Cartum, Cartum |
| 17:00 UTC+3         | Osama El-Ta'aysha 55' |       | Herve Osono 56' |                           |

| 2 de Abril de 2011 | Missile                                      | 2 - 1     | Al-Nil Al-Hasahesa        | Stade Augustin Monédan de Sibang, Libreville |
| 15:30 UTC+1        | Mba Messone Geoffroi 12' · Dany Karl Max 65' | Relatório | Mohamed Cheick Eldine 27' |                                              |

Missile venceu por 3 - 2 no placar agregado e classificou-se para a Segunda Fase.
| 19 de Março de 2011 | 1º de Agosto         | 2 - 0 | AC Léopard | Estádio dos Coqueiros, Luanda |
| 18:00 UTC+1         | Roger 37' · Bena 74' |       |            |                               |

| 3 de Abril de 2011 | AC Léopard      | 1 - 0     | 1º de Agosto | Denis Sassou-Nguesso Stadium, Dolisie |
| 15:30 UTC+1        | Lutunu ?' (pên) | Relatório |              |                                       |

1º de Agosto venceu por 2 - 1 no placar agregado e classificou-se para a Segunda Fase.
| 19 de Março de 2011 | FUS Rabat                               | 2 - 0 | Toure Kunda Footpro | Prince Moulay Abdellah Stadium, Rabat |
| 18:30 UTC±0         | Hicham El Fatihi 9' · Alaa Masskini 71' |       |                     |                                       |

| 2 de Abril de 2011 | Toure Kunda Footpro                             | 2 - 1 | FUS Rabat             | Stade Demba Diop, Dakar |
| 15:00 UTC±0        | Souleymane Diallo 73' · Cheikh Tidiane Samb 87' |       | Abdelilah Mansour 89' |                         |

FUS Rabat venceu por 3 - 2 no placar agregado e classificou-se para a Segunda Fase.
|  | Al-Khartoum | w/o | Al-Nasr |  |
|  |             |     |         |  |

Al-Khartoum classificou-se para a Segunda Fase após o Al-Nasr retirar-se da competição. A eliminatória seria disputada em partida única devido a crise política na Líbia.
| 19 de Março de 2011 | Maghreb Fez | 0 - 0 | Sahel SC | Fez Stadium, Fez |
| 19:00 UTC±0         |             |       |          |                  |

| 3 de Abril de 2011 | Sahel SC | 1 - 2     | Maghreb Fez                          | Général Seyni Kountché Stadion, Niamey |
| 16:00 UTC+1        | ? ?'     | Relatório | Kader Fall 11' · Mohamed Chihani 82' |                                        |

Maghreb Fez venceu por 2 - 1 no placar agregado e classificou-se para a Segunda Fase.
| 20 de Março de 2011 | Etoile Sahel                                           | 3 - 0 | Ashanti Gold | Stade Olympique de Sousse, Sousse |
| 14:30 UTC+1         | Lamjed Chehoudi 43' · Danilo Petrolli Bueno 65', 90+4' |       |              |                                   |

| 3 de Abril de 2011 | Ashanti Gold                | 2 - 1     | Etoile Sahel        | Len Clay Stadium, Obuasi |
| 17:00 UTC±0        | Theophilus Annobah 67', 74' | Relatório | Lamjed Chehoudi 60' |                          |

Etoile Sahel venceu por 4 - 2 no placar agregado e classificou-se para a Segunda Fase.
| 20 de Março de 2011 | Kaduna United                   | 2 - 0 | Foullah Edifice | Ahmadu Bello Stadium, Kaduna |
| 16:00 UTC+1         | Ali Adamu 37' · Linus Adams 55' |       |                 |                              |

| 2 de Abril de 2011 | Foullah Edifice | 1 - 0 | Kaduna United | Stade Nacional, N'Djamena |
| 15:30 UTC+1        |                 |       |               |                           |

Kaduna United venceu por 2 - 1 no placar agregado e classificou-se para a Segunda Fase.
| 18 de Março de 2011 | Ismaily                                     | 2 - 0     | Sofapaka | Ismailia Stadium, Ismailia |
| 16:30 UTC+2         | Mohamed Abougrisha 10' · Hosny Abd Rabo 15' | Relatório |          |                            |

| 2 de Abril de 2011 | Sofapaka                                                                       | 4 - 0     | Ismaily | Nyayo National Stadium, Nairobi |
| 17:00 UTC+3        | Anthony Kimani 26' · Bob Mugalia 32' · Titus Mulama 37' · Patrick Kagogo 90+5' | Relatório |         |                                 |

Sofapaka venceu por 4 - 2 no placar agregado e classificou-se para a Segunda Fase.
| 18 de Março de 2011 | Saint Eloi Lupopo    | 1 - 0 | Nchanga Rangers | Stade Frederic Kibassa Maliba, Lubumbashi |
| 14:30 UTC+1         | Garington Ngomba 21' |       |                 |                                           |

| 2 de Abril de 2011 | Nchanga Rangers | 0 - 2     | Saint Eloi Lupopo                     | Nchanga Stadium, Chingola |
| 15:00 UTC+2        |                 | Relatório | Tamundle Ziyunga 56' · Tady Agiti 90' |                           |

Saint Eloi Lupopo venceu por 3 - 0 no placar agregado e classificou-se para a Segunda Fase.
| 21 de Março de 2011 | Wits             | 1 - 1     | AS Adema                   | Bidvest Stadium, Johannesburg |
| 15:30 UTC+2         | Mark Haskins 52' | Relatório | Christian Rakotonirina 57' |                               |

| 3 de Abril de 2011 | AS Adema               | 2 - 0     | Wits | Mahamasina Municipal Stadium, Antananarivo |
|                    | Jean Ba 70' · Tita 87' | Relatório |      |                                            |

AS Adema venceu por 3 - 1 no placar agregado e classificou-se para a Segunda Fase.
| 18 de Março de 2011 | Olympique Béja                                    | 2 - 0 | Difaa El Jadida | Stade Olympique, Béja |
| 14:30 UTC+1         | Bassem Mannei 90+3' · Ibrahima Camara 90+4' (pên) |       |                 |                       |

| 2 de Abril de 2011 | Difaa El Jadida                               | 3 - 0     | Olympique Béja | Stade El Abdi, El Jadida |
| 16:00 UTC±0        | Adil Karouchi 30' · Rafik Abdessamad 70', 81' | Relatório |                |                          |

Difaa El Jadida venceu por 3 - 2 no placar agregado e classificou-se para a Segunda Fase.
|  | USFA | w/o | Africa Sports |  |
|  |      |     |               |  |

USFA avançou para a Segunda Fase depois da equipe do Africa Sports desistir de participar. A eliminatória seria disputada em partida única devido a crise política na Costa do Marfim. Partida foi transferida para Accra, Gana devido à instabilidade política em Burkina Faso, mas não aconteceu.
| 20 de Março de 2011 | Sunshine Stars                         | 2 - 0 | Tiko United | Ilaro Stadium, Ilaro |
| 16:00 UTC+1         | Kayode Abiodun 47' · Ajani Ibrahim 75' |       |             |                      |

| 3 de Abril de 2011 | Tiko United | 0 - 1     | Sunshine Stars      | Stade de la Réunification, Douala |
| 15:30 UTC+1        |             | Relatório | Dele Olurundare 88' |                                   |

Sunshine Stars venceu por 3 - 0 no placar agregado e classificou-se para a Segunda Fase.
| 19 de Março de 2011 | Victors         | 1 - 1 | Motema Pembe        | Nakivubo Stadium, Kampala |
| 14:00 UTC+3         | Yuda Mugalu 19' |       | Ilongo Ngasanja 80' |                           |

| 3 de Abril de 2011 | Motema Pembe | 1 - 0 | Victors |  |
| 15:30 UTC+1        |              |       |         |  |

Motema Pembe venceu por 2 - 1 no placar agregado e classificou-se para a Segunda Fase.
| 20 de Março de 2011 | Haras El Hodood                                                                           | 4 - 0 | Dedebit | Harras El-Hedoud Stadium, Alexandria |
| 17:30 UTC+2         | Ahmed Hassan Mekky 7' · Mohamed Halim 58' · Abdelrahman Mohie 78' · Ahmed Abdel-Ghani 88' |       |         |                                      |

| 2 de Abril de 2011 | Dedebit         | 1 - 1     | Haras El Hodood         | Abebe Bikila Stadium, Addis Ababa |
| 17:00 UTC+03:00    | Dawit Fekadu 2' | Relatório | Ahmed Abdul-Ghani 90+5' |                                   |

Haras El Hodood venceu por 5 - 1 no placar agregado e classificou-se para a Segunda Fase.

## Segunda Fase
Esta fase é composta por 16 equipes que se classificaram da Primeira Fase; Os vencedores classificam-se para o Play-off para Fase de Grupos.
1º Jogo: 22–24 de Abril de 2011; 2º Jogo: 6–8 de Maio de 2011.
| 23 de Abril de 2011 | Missile                                                               | 3 - 0 | JS Kabylie | Stade Augustin Monédan de Sibang, Libreville |
| 15:30 UTC+1         | Geoffroy Ngame Essono 47' · Claude-Mve Mintsa 60' · Max Dany-Karl 81' |       |            |                                              |

| 6 de Maio de 2011 | JS Kabylie                                            | 3 - 0     | Missile | Stade 1er Novembre, Tizi Ouzou |
| 18:00 UTC+1       | Saad Tedjar 16' (pên), 35' · Sid Ali Yahia-Chérif 65' | Relatório |         |                                |

|  |       | Penalidades |
|  | 3 – 0 |             |

Placar agregado 3 - 3.  JS Kabylie venceu nos pênaltis e avançou para o Play-off.
| 24 de Abril de 2011 | FUS Rabat        | 1 - 1 | 1º de Agosto | Prince Moulay Abdellah Stadium, Rabat |
| 20:00 UTC+1         | Rachid Rokki 82' |       | Fofana 90'   |                                       |

| 7 de Maio de 2011 | 1º de Agosto    | 1 - 0     | FUS Rabat | Estádio dos Coqueiros, Luanda |
| 15:30 UTC+1       | Amaro 33' (pên) | Relatório |           |                               |

1º de Agosto venceu por 2 - 1 no placar agregado e avançou para o Play-off.
| 24 de Abril de 2011 | Maghreb Fez                                                                       | 5 - 1 | Al-Khartoum             | Fez Stadium, Fez |
| 18:00 UTC+1         | Mohammed Chihani 13' · Tarik Sektioui 38', 50' (pên), 57' · Hamza Abourazzouk 81' |       | Mohamed Hassan Taib 73' |                  |

| 7 de Maio de 2011 | Al-Khartoum                                        | 2 - 0     | Maghreb Fez | Estádio de Cartum, Cartum |
| 15:00 UTC+3       | Salah El-Ameer 9' (pên) · Abd al-Hamied Ammari 16' | Relatório |             |                           |

Maghreb Fez venceu por 5 - 3 no placar agregado e avançou para o Play-off.
|  | Kaduna United | w/o | Etoile Sahel |  |
|  |               |     |              |  |

Kaduna United avançou para o Play-off após decisão da CAF,devido a equipe do Etoile Sahel se recusar a viajar para a Nigéria para a primeira partida devido a preocupações de segurança decorrentes de tumultos no país após as eleições presidenciais de 2011. Primeira partida estava programada para ser jogada em 23 de abril de 2011 em Abeokuta (transferida de Kaduna devido aos tumultos), mas o Etoile Sahel não viajou e pediu à CAF um adiamento.
| 24 de Abril de 2011 | Saint Eloi Lupopo                          | 2 - 1     | Sofapaka           | Stade Frederic Kibassa Maliba, Lubumbashi |
| 15:30 UTC+2         | Tamundele Ziyunga 21' · Oswald Kalamba 41' | Relatório | Humphrey Mieno 89' |                                           |

| 8 de Maio de 2011 | Sofapaka        | 1 - 0     | Saint Eloi Lupopo | Nyayo National Stadium, Nairobi |
| 16:00 UTC+3       | John Baraza 89' | Relatório |                   |                                 |

Placar agregado 2 - 2. Sofapaka avançou para o Play-off por ter marcado mais gols na casa do adversário.
| 24 de Abril de 2011 | Difaa El Jadida                                         | 3 - 0     | AS Adema | Stade El Abdi, El Jadida |
| 16:00 UTC+1         | Zakaria Hadraf 15', 78' · Abderrahim Chakir 90+3' (pên) | Relatório |          |                          |

| 8 de Maio de 2011 | AS Adema        | 1 - 0     | Difaa El Jadida | Mahamasina Municipal Stadium, Antananarivo |
| 14:30 UTC+3       | Tyala Kénédi 3' | Relatório |                 |                                            |

Difaa El Jadida venceu por 3 - 1 no placar agregado e avançou para o Play-off.
| 24 de Abril de 2011 | Sunshine Stars           | 2 - 0     | USFA | Gateway Stadium, Ijebu Ode |
| 16:00 UTC+1         | Sunday Emmanuel 67', 90' | Relatório |      |                            |

| 8 de Maio de 2011 | USFA                    | 1 - 0     | Sunshine Stars | Stade du 4-Août, Ouagadougou |
| 15:30 UTC+0       | Abdelfatai Suleiman 72' | Relatório |                |                              |

Sunshine Stars venceu por 2 - 1 no placar agregado e avançou para o Play-off.
| 24 de Abril de 2011 | Haras El Hodood                               | 2 - 1     | Motema Pembe         | Military Stadium, Cairo |
| 20:00 UTC+2         | Ahmed Hassan Mekky 17' · Ahmed Said 54' (pên) | Relatório | Treasury Matondo 21' |                         |

| 8 de Maio de 2011 | Motema Pembe               | 2 - 1     | Haras El Hodood | Stade Lumumba, Matadi |
| 14:30 UTC+1       | Matondo Salakiaku 20', 32' | Relatório | Ahmed Safy 46'  |                       |

|  |       | Penalidades |
|  | 4 – 3 |             |

Placar agregado 3 - 3.  Motema Pembe venceu nos pênaltis e avançou para o Play-off.

## Playoff para Fase de Grupos
Esta fase eliminatória conta com 16 equipes: oito equipes que avançaram a partir do segunda rodada e as oito equipes que foram eliminadas na Liga dos Campeões. Em cada eliminatória, o vencedor da segunda fase da Copa das Confederações enfrenta um perdedor da segunda fase da Liga dos Campeões, com a equipe proveniente da Copa das Confederações realizando a segunda partida em casa. Os vencedores avançam para a Fase de Grupos.
| Classificados na Segunda Fase da Copa das Confederações - JS Kabylie - 1º de Agosto - Motema Pembe - Sofapaka - Difaa El Jadida - Maghreb Fez - Kaduna United - Sunshine Stars | Eliminados na Segunda Fase da Liga dos Campeões - ES Sétif - Inter Luanda - ASEC Mimosas - Al-Ittihad - Diaraf - Club Africain - ZESCO United - Simba (Eliminado do play-off extra devido a desclassificação do TP Mazembe) |

Jogos de ida: 27–29 de Maio de 2011; Jogos de volta: 10–12 de Junho de 2011.
| 28 de maio de 2011 | ES Sétif                | 1 - 0     | Kaduna United | Stade 8 Mai 1945, Sétif |
| 17:00 UTC+1        | Abderahmane Hachoud 78' | Relatório |               |                         |

| 12 de junho de 2011 | Kaduna United                         | 3 - 0     | ES Sétif | Kaduna Township Stadium, Kaduna |
| 16:00 UTC+1         | Jude Aneke 72', 85' · Rabiu Baita 80' | Relatório |          |                                 |

Kaduna United venceu por 3 - 1 no placar agregado e avançou para a Fase de Grupos.
| 28 de maio de 2011 | Diaraf             | 1 - 1     | JS Kabylie         | Stade Demba Diop, Dakar |
| 17:00 UTC+0        | Babacar Ndiour 57' | Relatório | Nabil Yaâlaoui 52' |                         |

| 10 de junho de 2011 | JS Kabylie                                  | 2 - 0     | Diaraf | Stade 1er Novembre, Tizi Ouzou |
| 18:00 UTC+1         | Chemseddine Nessakh 81' · Saad Tedjar 90+4' | Relatório |        |                                |

JS Kabylie venceu por 3 - 1 no placar agregado e avançou para a Fase de Grupos.
| 29 de maio de 2011 | Club Africain                                    | 3 - 0     | Sofapaka | Stade El Menzah, Tunis |
| 19:00 UTC+1        | Khaled Melliti 4', 48' · Hamza Messadi 79' (pên) | Relatório |          |                        |

| 12 de junho de 2011 | Sofapaka                                            | 3 - 1     | Club Africain          | Nyayo National Stadium, Nairobi |
| 15:00 UTC+3         | Dodo Kayombo 41' · John Baraza 74' · John Onami 84' | Relatório | Ezechiel Ndouassel 22' |                                 |

Club Africain venceu por 4 - 3 no placar agregado e avançou para a Fase de Grupos.
| 12 de junho de 2011 | Sunshine Stars            | 1 - 0     | Al-Ittihad | Gateway Stadium, Ijebu Ode |
| 16:00 UTC+1         | Godfrey Obabona 49' (pên) | Relatório |            |                            |

Sunshine Stars avançou para a Fase de Grupos. Eliminatória em partida única devido a situação política na Líbia.
| 29 de maio de 2011 | ZESCO United      | 1 - 0     | Maghreb Fez | Dag Hammarskjöld Stadium, Ndola |
| 16:00 UTC+2        | Derrick Kabwe 62' | Relatório |             |                                 |

| 11 de junho de 2011 | Maghreb Fez                | 2 - 0     | ZESCO United | Fez Stadium, Fez |
| 16:00 UTC+1         | Hamza Abourazzouk 24', 37' | Relatório |              |                  |

Maghreb Fez venceu por 2 - 1 no placar agregado e avançou para a Fase de Grupos.
| 12 de junho de 2011 | Simba           | 1 - 0     | Motema Pembe | Benjamin Mkapa National Stadium, Dar-es-Salaam |
| 15:30 UTC+3         | Mussa Mgosi 83' | Relatório |              |                                                |

| 19 de junho de 2011 | Motema Pembe                            | 2 - 0     | Simba | Stade des Martyrs, Kinshasa |
| 15:30 UTC+1         | Juma Kaseje 38' · Salakiaku Matondo 68' | Relatório |       |                             |

Motema Pembe venceu por 2 - 1 no placar agregado e avançou para a Fase de Grupos.
| 29 de maio de 2011 | ASEC Mimosas                                                                              | 4 - 0     | 1º de Agosto | Stade Robert Champroux, Abidjan |
| 16:30 UTC+0        | Késsé Mangoua 27' · N'Doua Kouakou 46' (pên) · Adama Bakayoko 60' · Olarenwaju Kayode 69' | Relatório |              |                                 |

| 11 de junho de 2011 | 1º de Agosto | 1 - 1     | ASEC Mimosas       | Estádio dos Coqueiros, Luanda |
| 16:00 UTC+1         | Amaro 79'    | Relatório | Adama Bakayoko 15' |                               |

ASEC Mimosas venceu por 5 - 1 no placar agregado e avançou para a Fase de Grupos.
| 29 de maio de 2011 | Inter Luanda                              | 3 - 0     | Difaa El Jadida | Estádio Joaquim Dinis, Luanda |
| 14:00 UTC+1        | Minguito 45' · Dias Caíres 87' · Moko 90' | Relatório |                 |                               |

| 11 de junho de 2011 | Difaa El Jadida                            | 2 - 2     | Inter Luanda  | Stade El Abdi, El Jadida |
| 17:00 UTC+1         | Abdessamad Rafik 67' · Mohammed Nahiri 89' | Relatório | Paty 50', 62' |                          |

Inter Luanda venceu por 5 - 2 no placar agregado e avançou para a Fase de Grupos.